# Radhostice
Radhostice är en ort i Tjeckien. Den ligger i regionen Södra Böhmen, i den sydvästra delen av landet, 120 km söder om huvudstaden Prag. Radhostice ligger 740 meter över havet och antalet invånare är 173.
Terrängen runt Radhostice är huvudsakligen kuperad, men åt nordost är den platt. Runt Radhostice är det ganska tätbefolkat, med 65 invånare per kvadratkilometer. Närmaste större samhälle är Prachatice, 11,3 km sydost om Radhostice. I omgivningarna runt Radhostice växer i huvudsak blandskog.